# Capitulações de Santa Fé

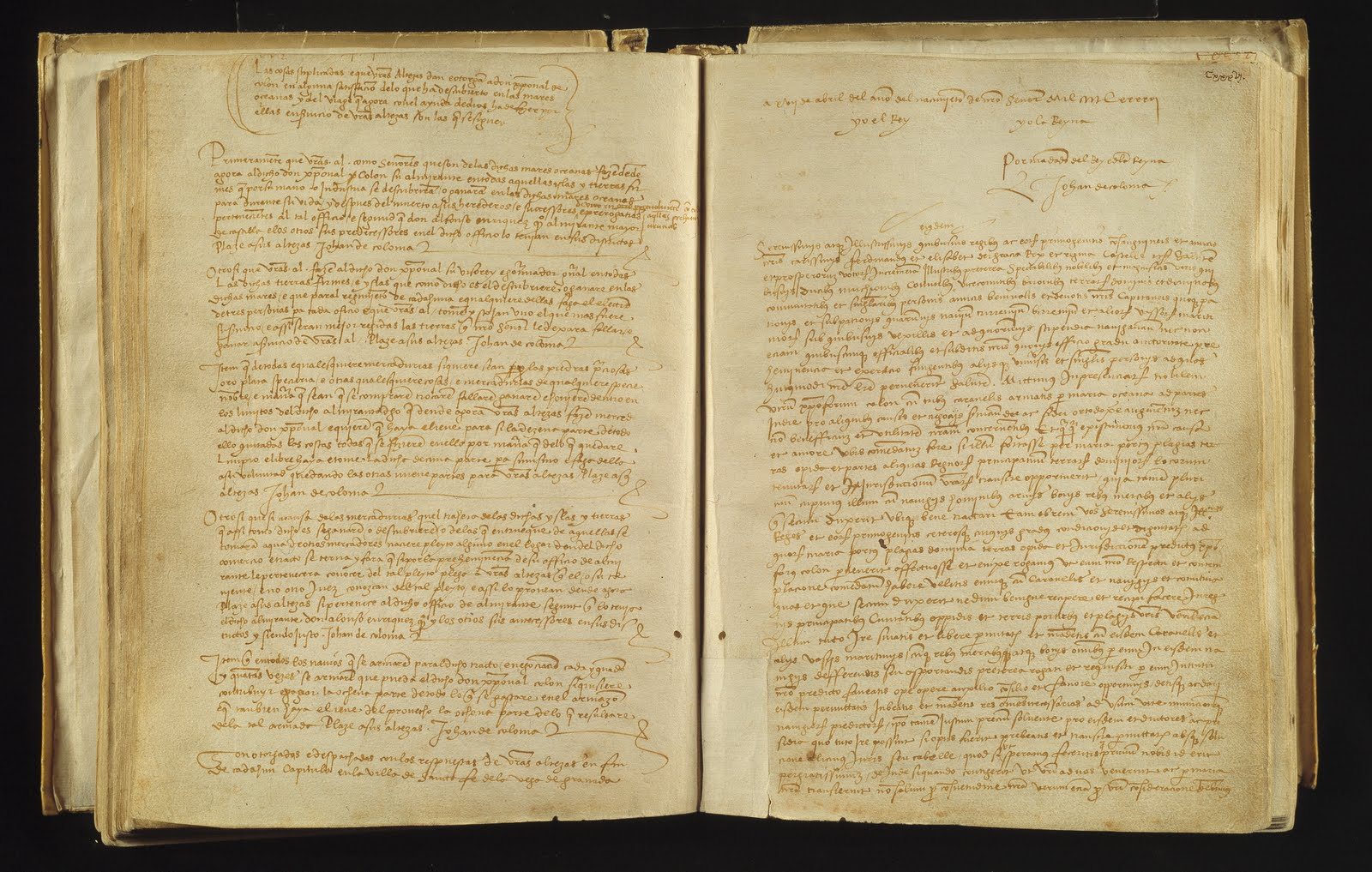
Registro das Capitulações de Santa Fé (Granada) de Cristóvão Colombo com os Reis Católicos, preservado no Arquivo da Coroa de Aragão (anteriormente chamado Arquivo Real de Barcelona). 17 de abril de 1492

As Capitulações de Santa Fé (em castelhano:  Capitulaciones de Santa Fe) são os documentos assinados em 17 de Abril de 1492, no final da Guerra de Granada, na localidade de Santa Fe, pelos Reis Católicos, que estabelecem os acordos alcançados entre os monarcas e Cristóvão Colombo relativos à expedição às Índias por mar pela via ocidental.
Neste documento Colombo é nomeado almirante, vice-rei e governador-geral em todos os territórios que descobrisse ou ganhasse durante a sua vida, títulos hereditários e vitalícios. Também lhe é concedido um dízimo de todas as mercadorias que encontrasse, ganhasse ou houvesse nos lugares conquistados. Estão assinadas pelo secretário de Fernando e seu homem de confiança, Luis de Santángel.
As Capitulações de Santa Fé são consideradas como um dos contratos mais importantes jamais estabelecidos entre uma pessoa privada e o seu soberano.
O original não chegou até aos dias de hoje mas no Arquivo Geral das Índias, em Sevilha, está um testemunho autorizado dentro da unidade Patronato com a assinatura PATRONATO,295,N.2, e um assento em registo cedulário na unidade Indiferente General com a assinatura INDIFERENTE,418,L.1,F.1R-1V.